# Индустриальный переулок
Индустриа́льный переу́лок — улица в центре Москвы в Красносельском районе, проходит от Пантелеевской улицы.

## Происхождение названия
Изначально — Ивановский переулок, в 1922—1925 годах назывался Кобзиков переулок. Современное название обусловлено прилеганием переулка к промзоне.

## Описание
Индустриальный переулок проходит параллельно Пантелеевской улице вдоль железнодорожных путей Алексеевской соединительной линии (перегон Москва-Каланчёвская — Москва-Каланчёвская). Фактически же как цельный проезд отсутствует и тянется пунктиром примерно от перекрёстка Каланчёвской улицы и Протопоповского переулка до Пантелеевского переулка.

## Здания и сооружения
- Дом 9 — вагонный участок центрального направления Федеральной пассажирской дирекции ОАО «РЖД» («Правительственный вокзал»).